# Championnats du monde de marathon (canoë-kayak) 2018
Navigation
2017 2019
Les championnats du monde de marathon en canoë-kayak 2018, vingt-sixième édition des championnats du monde de marathon en canoë-kayak, ont lieu du 5 septembre 2018 au 9 septembre 2018 à Vila Verde, au Portugal.

## Résultats

### Senior

#### Hommes
| Épreuve | Or                                          | Argent                                | Bronze                                  |
| ------- | ------------------------------------------- | ------------------------------------- | --------------------------------------- |
| C1      | Manuel Antonio Campos Espagne               | Manuel Garrido Espagne                | Ádám Dóczé Hongrie                      |
| C2      | Óscar Graña Diego Romero Espagne            | Zoltán Koleszár Levente Balla Hongrie | Jakub Brezina Jan Dlouhy Tchéquie       |
| K1      | Andrew Birkett Afrique du Sud               | Adrián Boros Hongrie                  | Jasper Mocke Afrique du Sud             |
| K2      | Hank McGregor Andrew Birkett Afrique du Sud | Adrián Boros László Solti Hongrie     | Miguel Llorens Luis Amado Pérez Espagne |

#### Femmes
| Épreuve | Or                                       | Argent                          | Bronze                                |
| ------- | ---------------------------------------- | ------------------------------- | ------------------------------------- |
| C1      | Liudmyla Babak Ukraine                   | Zsófia Kisbán Hongrie           | Marine Sansinena France               |
| K1      | Vanda Kiszli Hongrie                     | Sára Mihalik Hongrie            | Eva Barrios Espagne                   |
| K2      | Renáta Csay Zsófia Zcellái-Vörös Hongrie | Eva Barrios Amaia Osaba Espagne | Tania Fernández Tania Álvarez Espagne |